# نادي باراك يانغ كونترولرز
نادي باراك يانغ كونترولرز هو نادي كرة قدم من مونروفيا، ليبيريا. تأسس عام 1997.

## الإنجازات
مصدر: 
- الدوري الليبيري الممتاز: 2

2013, 2014
- كأس ليبيريا: 4

2009, 2011, 2012 (الفريق الرديف), 2013.
- كأس السوبر الليبيري: 3

2010, 2013, 2015

## روابط خارجية
الموقع الرسمي